# Hypomasticus santanai
Hypomasticus santanai — вид харациноподібних риб родини аностомових (Anostomidae). Описаний у 2020 році.

## Відкриття
Новий вид відкритий в результаті дослідження ДНК Hypomasticus mormyrops, Hypomasticus thayeri, Hypomasticus copelandii і Hypomasticus steindachneri, причому два останні види до цього відносилися до роду Leporinus. Hypomasticus santanai виявлений за допомогою комп'ютерних технологій і описаний на основі підрахунку луски.

## Назва
Вид названо на честь Едсона Сантани, техніка Музею зоології Державного університету Лондріни (Universidade Estadual de Londrina), за допомогу в зборі риб і підготовці зразків хребетних для дослідження.

## Поширення
Ендемік Бразилії. Виявлений у річці Ріу-Гонгоні, притоці Ріу-ді-Контас у штаті Баїя на сході країни.